# Finale del campionato NFL 1938
La finale del campionato NFL 1938 è stata la 7ª del campionato della NFL. La gara si disputò al Polo Grounds di New York l'11 dicembre 1938. Le 48.120 presenze allo stadio furono un nuovo record per una gara per il titolo.
La partita vide affrontarsi i vincitori della Eastern Division, i New York Giants (8–2–1), contro quelli della Western Division, i Green Bay Packers (8–3–0). I Giants erano alla loro quarta apparizione in finale, i Packers alla seconda.
Con la vittoria, i Giants divennero la prima squadra ad aggiudicarsi due titoli dopo che la lega si era separata in due division nel 1933. Il loro precedente titolo era stato nella famosa Sneakers game del 1934. New York aveva vinto il titolo anche nel 1927 quando questo era assegnato alla squadra col miglior record.

## Marcature
- Primo quarto
  - NY – FG di Cuff da 14 yard 3–0 NYG
  - NY – Leemans su corsa da 6 yard (extra point fallito da Gildea) 9–0 NYG
- Secondo quarto
  - GB – Mulleneaux su passaggio da 40 yard di Herber (extra point trasformato da Engebretsen) 9–7 NYG
  - NY – Barnard su passaggio da 21 yard di Danowski (extra point trasformato da Cuff) 16–7 NYG
  - GB – Hinkle su corsa da 1 yard (extra point trasformato da Engebretsen) 16–14 NYG
- Terzo quarto
  - GB    – FG di Engebretsen da 15 yard 17–16 GB
  - NY – Soar su passaggio da 23 yard di Danowski (extra point trasformato da Cuff) 23–17 NYG
- Quarto quarto
  - Nessuna